# Tarot Rider-Waite

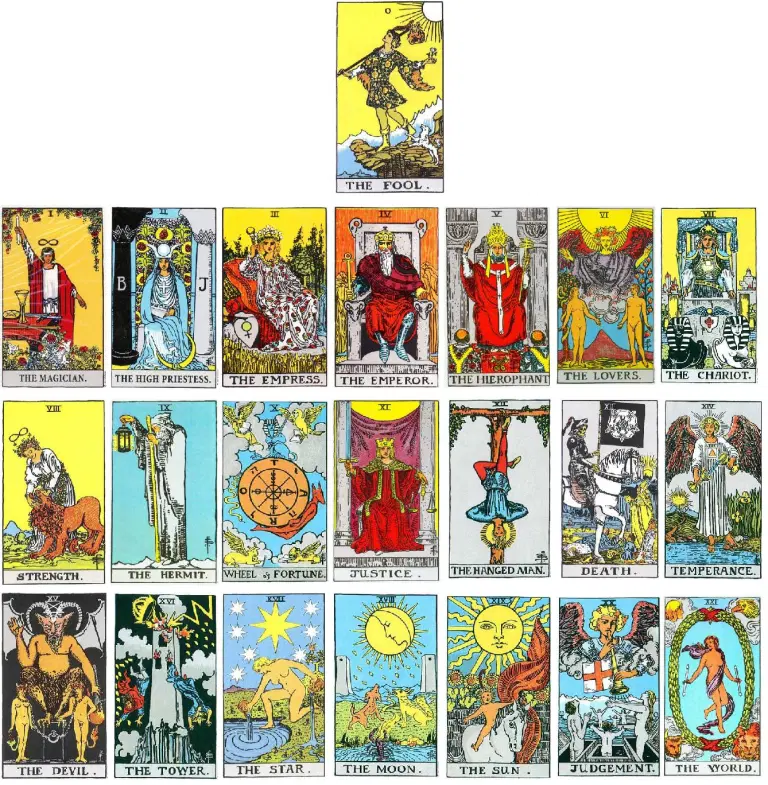
Los Arcanos Mayores del Tarot Rider-Waite

El moderno Tarot Rider-Waite-Smith —publicado originalmente en 1910— es hoy en día, al igual que otras numerosas versiones de baraja, uno de los juegos de Tarot más utilizados  en el mundo. También se lo conoce como Rider-Waite-Smith, Waite-Smith o simplemente Tarot Waite. Las cartas fueron dibujadas por la ilustradora Pamela Colman Smith según las instrucciones del académico y místico Arthur Edward Waite, y publicadas por la Rider Company.
El juego se ha publicado en numerosas ediciones y ha inspirado una amplia gama de variantes e imitaciones. Se calcula que se han publicado más de 100 millones de copias de la baraja en más de 20 países.

## Características
Si bien las imágenes son sencillas, los detalles y fondos ocultan un simbolismo considerable. Algunos elementos se mantienen similares a los que se pueden encontrar en las barajas más antiguas, como el Tarot de Marsella, pero por lo general los diseños de Waite y Smith muestran diferencias bastante notables respecto de sus predecesores. Destaca la eliminación de los elementos cristianos como, por ejemplo, los Arcanos Mayores del Papa, que se convierte en «El Hierofante» y la Papisa, que se convierte en «La Sacerdotisa». Los Arcanos Menores, que en sus primeros diseños ofrecían dibujos más sencillos, fueron convertidos por Smith en escenas alegóricas.
La simbología fue muy influenciada por el ocultista y mago del siglo XIX Eliphas Levi, así como por las ideas de la Orden Hermética de la Aurora Dorada. Adhiriéndose a las correspondencias astrológicas establecidas por la Aurora Dorada, Waite introdujo varias innovaciones en la baraja, intercambiando la numeración de La Fuerza y La Justicia, porque entendía que la primera correspondía a Leo y la segunda correspondía a Libra. También cambió el diseño de El Enamorado para mostrar a dos personas en lugar de tres, con la intención de reforzar su correspondencia con Géminis.

## Publicación
William Raider & Son, de Londres, publicaron por primera vez la baraja en 1910. Al año siguiente se les añadió una breve guía escrita por A. E. Waite titulada The Key to the Tarot, que proporcionaba un resumen de las tradiciones y supuesta historia de las cartas, textos sobre cómo interpretarlas y descripciones extensas sobre los símbolos que contenían. Al año siguiente, se publicó la versión revisada y retitulada, The Pictorial Key to the Tarot, que contenía una versión en blanco y negro de todos los arcanos. Varias versiones posteriores del juego, como el Tarot Universal Waite, incorporaron color. El Smith-Waite Centennial Tarot Deck fue publicado en 2009 por U.S. Games Systems, Inc. en conmemoración de los 100 años de su creación. Esta baraja es una reproducción fiel del original de 1910 y utiliza los colores originales escogidos por Smith.

## Estatus de derechos de autor
En Reino Unido y la Unión Europea, los derechos de autor expiraron 70 años después de la muerte de Smith, a finales de 2021.
En Estados Unidos, el juego se convirtió en dominio público en 1966, —28 años después de la publicación + 28 años más de renovación—, por lo que ha estado disponible para el uso de artistas estadounidenses en diferentes y numerosos proyectos. US Games Systems, Inc. tiene una reclamación de copyright sobre la versión actualizada del juego que publicó en 1971, pero sólo cubre el material nuevo añadido al trabajo preexistente —por ejemplo, diseños en los últimos de las cartas y en la caja—.